# Pithya vulgaris

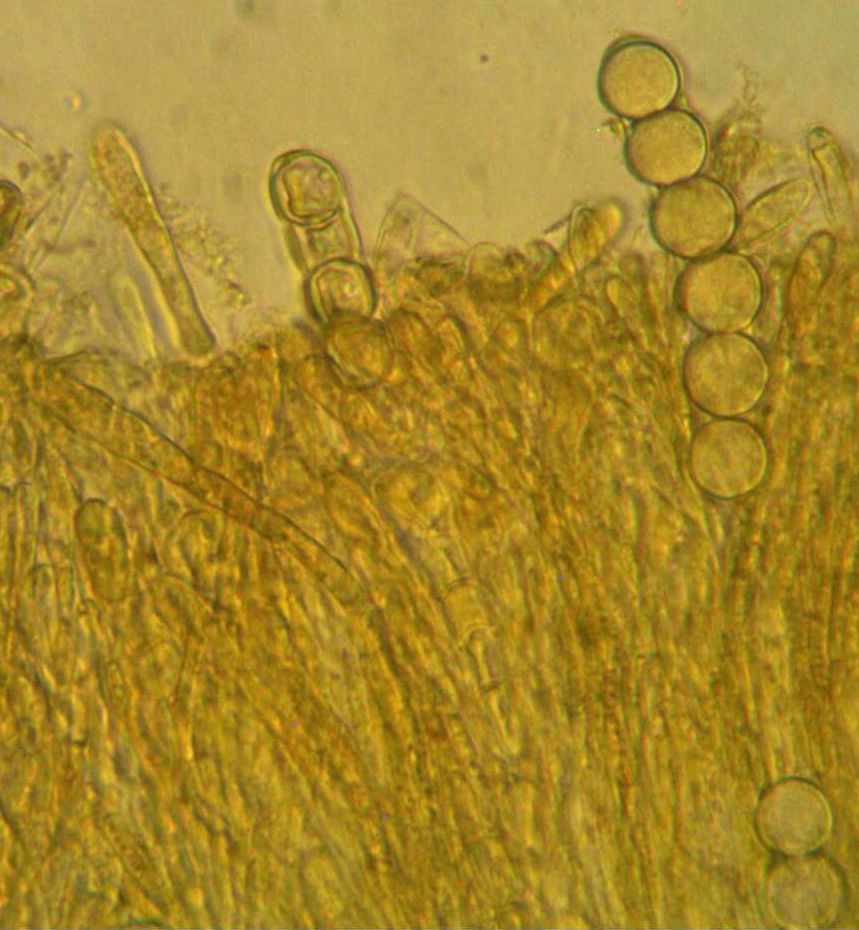
Worki z zarodnikami i parafizy

Pithya vulgaris Fuckel – gatunek grzybów należący do rodziny czarkowatych (Sarcoscyphaceae).

## Systematyka i nazewnictwo
Pozycja w klasyfikacji według Index Fungorum: Sarcoscypha, Sarcoscyphaceae, Pezizales, Pezizomycetidae, Pezizomycetes, Pezizomycotina, Ascomycota, Fungi.
Po raz pierwszy takson ten opisał w 1870 roku Leopold Fuckel. Synonim nazwy naukowej:
- Helotium pithyum (Pers.) Gillet 1883
- Humaria pithya (Pers.) Quél. 1886
- Peziza pithya Pers., 1800
- Pithya pithya (Pers.) Boud. 1885
- Pithya vulgaris var. josserandii Grelet 1943
- Sarea pithya (Pers.) Schwein. 1832[2].

Brak polskiej nazwy, proponowana jest nazwa paterka zwyczajna.

## Morfologia
Askokarpy
Cyfelloidalny, tworzący wyraźnie pomarańczowo-żółte apotecja o średnicy 3–6(–10) mm, w kształcie krążka lub płytkiej miseczki bez trzonu. Tarczka owocnika płaska, w okresie pełnej dojrzałości wypukła, w stanie świeżym pomarańczowożółta, po wyschnięciu brązowa. Brzeg lekko pomarszczony.
Cechy mikroskopowe
Worki cylindryczne, o średnicy 15–17 µm, zwężające się ku dołowi, 8 zarodnikowe. Askospory kuliste, średnicy 10–11,5 µm, szkliste, gładkie, ułożone w jednym rzędzie w worku. Parafizy często rozgałęzione lub klapowane, septowane, nieregularnie rozszerzające się w kierunku wierzchołka do średnicy 4–6,5 µm. Anamorfa nie jest znana.
Gatunki podobne
Bardzo podobny jest również występujący w Polsce Pithya cupressina. Gatunki te różnią się siedliskiem: P. vulgaris występuje głównie na korze drzew i krzewów z rodziny sosnowatych, a P. cupressina z rodziny cypryśnikowatych. Różnią się także cechami mikroskopijnymi. Zarodniki P. cupressina są mniejsze, a parafizy węższe 3-3,5 (czasami) do 4 μm, przeważnie regularne i rzadko bywają rozgałęzione. Ponadto P. cupressina tworzy anamorfę, u P. vulgaris jest ona nieznana.

## Występowanie i siedlisko
Występuje w Ameryce Północnej, Europie, Azji, Afryce i Australii. W Polsce do 2006 r. znane było tylko jedno stanowisko, podane przez Bogumira Eichlera w 1902 r., ale w 2011 r. Anna Kujawa i Błażej Gierczyk podali następne. Aktualne stanowiska podaje także internetowy atlas grzybów. Znajduje się w nim na liście gatunków zagrożonych i wartych objęcia ochroną.
Nadrzewny grzyb saprotroficzny występujący na korze lub rzadko na igłach sosnowatych.